# Ситковецкий сахарный завод
Ситковецкий сахарный завод — предприятие пищевой промышленности в посёлке городского типа Ситковцы Немировского района Винницкой области Украины, прекратившее своё существование.

## История

### 1836 - 1917
Небольшой сахарный завод в имении графа Станислава Потоцкого в селе Ситковцы Липовецкого уезда Киевской губернии Российской империи был построен в 1836 году, на нём работали крепостные крестьяне.
Реформа 1861 года увеличила количество малоземельных и безземельных крестьян, которые шли работать на завод и его плантации. В 1868 году Потоцкий подписал договор аренды с акционерным обществом, которое возглавляли барон К. Таубе и француз И. Гоффаром, в соответствии с этим договором в Ситковцах началось строительство нового сахарного завода, оборудование для которого закупили за границей (в основном, в Австро-Венгрии). Осенью 1867 года завод произвёл 87 617 пудов сахара-песка (в это время на предприятии работало 240 мужчин и 20 женщин, в основном из местных жителей).
Условия работы были очень тяжелыми - продолжительность рабочего дня составляла 16 часов без перерыва на обед и без выходных, на предприятии действовала система штрафов, а труд детей и женщин оплачивался ниже, чем труд работников-мужчин.
В 1894 году рабочий завода А. П. Данилевский обратился с жалобой на условия труда к губернатору, но его прошение осталось без рассмотрения. В 1896 году рабочие завода начали забастовку, потребовав увеличить зарплату. Администрация завода вызвала полицию и жандармов, но в дальнейшем была вынуждена пойти на уступки и частично удовлетворить требования бастующих.
В 1882 году на деньги рабочих сахарного завода и крестьян в построенном ими доме было открыто одноклассное народное училище, к 1902 году училище стало двухклассным (в нём работали три учителя).
После Февральской революции политическая активность населения увеличилась, 24 апреля 1917 года на митинге рабочие завода приняли решение о установлении на предприятии 8-часового рабочего дня и рабочего контроля над производством.

### 1918 - 1991
В декабре 1917 года на заводе создали отряд народной милиции, но уже в марте 1918 года село было оккупировано австро-немецкими войсками, которые оставались здесь до ноября 1918 года. Немцы вывезли запасы сахара со складов сахарного завода и проводили реквизиции продовольствия у населения. В дальнейшем, село оказалось в зоне боевых действий гражданской войны и советско-польской войны.
В июне 1920 года части 14-й армии РККА выбили поляков из села, началось восстановление хозяйства (в том числе, сахарного завода). В сентябре 1920 года были организованы кружки ликвидации неграмотности и трудовая школа.
В 1929 году восстановление сахарного завода было полностью завершено, а в ходе индустриализации 1930-х годов он был оснащён новым оборудованием, увеличившим производительность. В 1932 году завод произвёл 32 тыс. центнеров сахара, в 1940 году - 56 тыс. центнеров. Рабочие завода принимали активное участие в стахановском движении (перед началом войны, в 1941 году на заводе было 90 стахановцев и 57 ударников)
В ходе Великой Отечественной войны село было оккупировано немецкими войсками. В сентябре 1941 года здесь возникла группа подпольщиков, которой руководили врач В. В. Монастырский и бывший работник милиции Д. И. Савич. В состав группы входило сначала 8 человек, затем 20. Подпольщики распространяли листовки и сводки Совинформбюро, помогали партизанам продуктами и медикаментами, уничтожили группу полицаев в Ильинцах (у которых захватили оружие). Летом 1942 года участники группы (рабочий сахарного завода П. Пороховник и "окруженец" комиссар РККА А. А. Пустовалов) подорвали немецкий эшелон. В начале 1943 года гестапо вышло на след группы и 14 подпольщиков были арестованы и убиты.
14 марта 1944 года советские войска освободили село. Отступая, гитлеровцы сожгли сахарный завод, разграбили и разрушили МТС, школу, помещения колхоза и многие жилые дома. Восстановление завода началось в 1944 году и уже в 1945 году он был введен в строй. На митинге в годовщину освобождения рабочие завода приняли резолюцию «Нехай знають прокляті фашисти, що ми живемо і будуємо, успішно відновлюємо завод» и пожертвовали 12 300 рублей наличными деньгами и 9000 рублей облигациями государственного займа на строительство самолётной эскадрильи «Прапор перемоги» и ускорения разгрома врага.
В соответствии с четвертым пятилетним планом восстановления и развития народного хозяйства СССР мощность завода была увеличена, в 1951 году за высокие показатели работы он был награждён Всесоюзной денежной премией министерства пищевой промышленности СССР.
В 1970 - 1971 гг. завод произвёл 154 тыс. центнеров сахара. За успешное выполнение пятилетнего плана 1 работник был награждён орденом Трудового Красного Знамени, два - орденом "Знак Почёта" и 42 - ленинскими юбилейными медалями.
В целом, в советское время завод был крупнейшим предприятием райцентра, на его балансе находились жилые дома, заводской клуб и другие объекты социальной инфраструктуры.

### После 1991
В мае 1995 года Кабинет министров Украины утвердил решение о приватизации сахарного завода.
16 сентября 2002 года хозяйственный суд Винницкой области признал завод банкротом и началась процедура его ликвидации.

## Дополнительная информация
- бригадир слесарей Ситковецкого сахарного завода П. И. Григорьев стал одним из 983 полных кавалеров орденов Трудовой Славы